# Erich Ziegler (Politiker)
Erich Ziegler (* 13. März 1915 in Schweinfurt; † 19. März 1995 in Würzburg) war ein deutscher Regierungsangestellter und Politiker (CSU). Von 1963 bis 1980 war er Mitglied des Bundestages.

## Leben und Beruf
Nach dem Besuch der Volksschule absolvierte Ziegler zunächst eine kaufmännische Lehre und begann 1933 ein Studium an der Verwaltungs- und Wirtschaftsakademie in Würzburg, das er 1936 mit der zweiten Fachprüfung für Verwaltungsangestellte sowie mit dem Verwaltungsdiplom beendete. Gleichzeitig übte er verschiedene kaufmännische Tätigkeiten aus. Des Weiteren engagierte er sich seit 1929 in der Katholischen Jugend und wurde 1931 Jugendführer. Er leistete 1936 Reichsarbeitsdienst, seit 1937 Wehrdienst und nahm von 1939 bis 1945 als Soldat am Zweiten Weltkrieg teil. Zuletzt geriet er in US-amerikanische Gefangenschaft, aus der er 1946 entlassen wurde.
Nach seiner Entlassung aus der Kriegsgefangenschaft war Ziegler im öffentlichen Dienst bei den Landratsämtern in Schweinfurt, Hofheim in Unterfranken und Lohr am Main sowie als Flüchtlings- und Wohnungsamtsleiter in Würzburg tätig. Von 1957 bis 1980 arbeitete er bei der Regierung in Unterfranken. Darüber hinaus war er von 1950 bis 1958 Vorstandsmitglied der Gemeinnützigen Baugenossenschaft Lohr.

## Partei
Ziegler zählte 1946 zu den Gründungsmitgliedern der CSU, schloss sich im gleichen Jahr der Jungen Union (JU) an und wurde Vorsitzender des JU-Kreisverbandes Schweinfurt. Er war vom 28. April bis 1. Oktober 1951 der 2. Vorsitzende des CSU-Ortsverbandes Lohr, wo er als Leiter des Flüchtlingsamtes am Landratsamt Lohr arbeitete. Er wurde 1959 in den Vorstand des CSU-Bezirksverbandes Unterfranken gewählt und gehörte dem Landesausschuss der Christsozialen an. Außerdem war er Mitbegründer des Staatspolitischen Arbeitskreises auf der Burg Rothenfels, dessen Tagungsleitung er von 1953 bis 1957 innehatte. Von 1955 bis 1977 war er Vorsitzender der Christlich-Sozialen Arbeitnehmerschaft (CSA) Unterfranken und von 1958 bis 1980 stellvertretender Landesvorsitzender der CSA Bayern.

## Abgeordneter
Ziegler gehörte dem Deutschen Bundestag vom 1. April 1963, als er für den ausgeschiedenen Abgeordneten Gerhard Wacher nachrückte, bis 1980 an. Er war stets über die Landesliste Bayern ins Parlament eingezogen.